# Carima
Carima, jedno od plemena Caingua Indijanaca iz šire grupe Guarani koji su živjeli na Serri Maracajú u brazilskoj državi Mato Grosso do Sul, između 23°S širine i 54°W dužine, u susjedstvu plemena Taruma i Caingua. 